# Zuides
De Zuides is een wijk in Zuidlaren in de gemeente Tynaarlo en is gebouwd aan weerszijden van de Hogeweg, de weg die loopt van Zuidlaren naar Annen. De wijk is gelegen ten zuiden van het centrum en is hiervan gescheiden door een aantal velden en akkers die vaak 'De Es' wordt genoemd. De wijk ligt direct ten noorden van de wijk Schuilingsoord en daarmee ook vlak bij de grens met Aa en Hunze.

## Uitbreiding Zuides
De wijk wordt aan de westzijde uitgebreid tussen de Oude Tolweg en 't Gebint. Hoewel er tegenstand bestond tegen de uitbreidingsplannen bij bewoners van de wijk, diverse politieke partijen en bij het waterschap is vanwege het ontbreken van voldoende woningen voor starters op de woningmarkt toch tot deze uitbreiding besloten.